# Oikopus rostrilabrus
Oikopus rostrilabrus är en kräftdjursart som beskrevs av Wells 1967. Oikopus rostrilabrus ingår i släktet Oikopus och familjen Ectinosomatidae. Inga underarter finns listade i Catalogue of Life.